# Университет Дрю
Университет Дрю (англ. Drew University) — частный гуманитарный университет в г. Мэдисон, Нью-Джерси, США. 

## История
Основан в 1867 году финансистом и железнодорожным магнатом Даниэлем Дрю как Теологическая семинария Дрю (англ. Drew Theological Seminary). 
В университете проходят обучение более 2 тыс. студентов. 
Университет Дрю подконтролен Объединённой методистской церкви и многие из студентов и преподавателей принадлежат к этой конфессии.

## Рейтинги
Один из старейших и престижных университетов в Нью-Джерси. В 2012 году в рейтинге лучших гуманитарных вузов США по версии U.S. News & World Report Университет Дрю занял 94-е место.

## Известные выпускники и преподаватели
- Шинн, Ларри